# イースタン航空663便墜落事故
イースタン航空663便墜落事故（イースタンこうくう663びんついらくじこ、英語: Eastern Air Lines Flight 663）は、1965年2月8日にイースタン航空663便が第1経由地のジョン・F・ケネディ国際空港を離陸した後に、ニューヨーク州ナッソー郡のジョーンズ・ビーチ州立公園付近に墜落した事故である。この事故により、乗員5人と乗客79人の計84人全員が死亡した。機材はDC-7であり、DC-7が起こした航空事故としては3番目に死者数の多い事故である。

## 事故機
事故当日の663便の使用機材は、ダグラス社製のDC-7Bであった。事故機は1958年に初飛行し、総飛行時間は18,500時間であった。当該便にはフレデリック・R・カーソン機長（41歳）とエドワード・R・ダン副操縦士 (41歳)、ダグラス・C・ミッチェル航空機関士 (24歳)、客室乗務員リンダ・ロードとジュディス・ダーキンの計5人が乗務していた。カーソン機長はイースタン航空で19年間勤務しており、飛行時間は12,607時間であった。ダン副操縦士はイースタン航空で9年間勤務しており、飛行時間は8,550時間であった。ミッチェル航空機関士はイースタン航空で2年間勤務しており、パイロットとして407時間、航空機関士として141時間の飛行時間を有していた。

## 墜落までの動き
事故の当日の出発地であるマサチューセッツ州のボストンに有るローガン国際空港から、第1経由地のニューヨーク州クイーンズ区のジョン・F・ケネディ国際空港までの飛行は、何事も無く正常に終了した。663便は東部夏時間18時20分にジョン・F・ケネディ国際空港を出発し、バージニア州リッチモンドのバード飛行場
（現：リッチモンド国際空港）へ向かって計器飛行方式で飛行していた。離陸は正常に進行し、空港管制塔はロングアイランドのニューヨーク航空路管制センター (ARTCC) に管制を引き継ぐ準備を行った。663便はニューヨーク市上空を避けるために、大西洋上でターンを行う"Dutch seven departure"の経路を使用していた。ニューヨークARTCCはパンアメリカン航空212便（ボーイング707）が、同じ空域で4,000フィート (1,200 m) の高度に向けて降下中であるという情報でJFK空港管制に応答した。
| 送信者                         | 内容 | 原文                                                                                  | 脚注  |
| ------------------------------ | --- | ------------------------------------------------------------------------------------- | ----- |
| ニューヨーク航空路管制センター | Dutchの北3マイルにいるクリッパー（パンアメリカン航空）212便は4,000フィートに向けて降下中です。          | All right, at three miles north of Dutch is Clipper 212 descending to 4,000.          | [ 3 ] |
| ニューヨーク航空路管制センター | 彼（663便）はどのように入ってきたその男（212便）と態勢を整えるのか...彼（663便）は1時の方向にいますか？ | How does he shape up with that boy coming in . . . the guy at his 1 o'clock position? | [ 3 ] |
| JFK管制塔                      | 私達（663便）は彼（212便）の上にいます。                                                                | We're above him.                                                                      | [ 3 ] |

管制塔は663便が212便よりも高い高度にいると答えたものの、実際にはそれよりも低かった。その後、管制塔は212便に対して、南東の方向、すなわち212便から見て11時の方向6マイル先に、高度3,000フィート (910m) 付近を上昇中の別機がいる旨を知らせた。212便の乗員はこれを視認した。この後に管制塔は663便に対しても同様に、北東の方向、すなわち663便から見て2時の方向5マイル先に、別機がいる旨を知らせた。この時点で212便は5,000フィート (1,500 m) から降下中であり、663便よりも上にいた。カーソン機長は初期上昇を終え、663便の位置がDutch seven departureの管制空域に移り始めたため「おやすみなさい」と言ってサインオフした。
| 送信者 (送信先)                     | 内容                                                                             | 原文                                                                                          | 脚注        |
| ----------------------------------- | -------------------------------------------------------------------------------- | --------------------------------------------------------------------------------------------- | ----------- |
| JFK管制塔 (パンアメリカン航空212便) | 南東の方向、11時の方向、6マイル先、高度3,000フィートの場所に、上昇中の機がいる。 | Traffic at 11 o’clock, six miles, southeastbound, just climbing out of three [thousand feet]. | [ 1 ] [ 4 ] |
| パンアメリカン航空212便 (JFK管制塔) | 機体を視認した。                                                                 | We have traffic.                                                                              | [ 1 ] [ 4 ] |
| JFK管制塔 (イースタン航空663便)     | 北東の方向、2時の方向、5マイル先に、貴機の下に別機がいる。                       | Traffic, 2 o’clock, five miles, northeast-bound, below you.                                   | [ 1 ] [ 4 ] |
| イースタン航空663便 (JFK管制塔)     | 了解。機体を視認した。方位170へ旋回する。663便...おやすみなさい。                | Okay. We have the traffic. Turning one seven zero, six six three . . good night.              | [ 1 ] [ 4 ] |
| JFK管制塔 (イースタン航空663便)     | おやすみなさい。                                                                 | Good night, sir.                                                                              | [ 1 ] [ 4 ] |

663便から18時25分に送信された「おやすみなさい」が、663便からの最後の通信であった。

## 墜落
事故当日の夜は暗く、月も星も見えず地平線も見えなかった。663便と212便は同じ位置に近付いていたが、パイロットは実際の離隔距離または位置を決定するための基準点を有していなかった。663便の出発後の旋回と212便の指示された左旋回により、2機は明らかな衝突コースへと進んでいた。危険を感じた212便は右に旋回し、衝突を避けるため降下を開始した。これに対して663便は、安全に通過するため極端な右旋回を開始した。212便の機長は後に、この時の2機の距離を200 - 500フィート (60 - 150 m)、副操縦士は200 - 300フィート (60 - 90 m) であったと推定している。
663便は異常な急旋回から機体を立て直せずに大西洋に墜落し、明るいオレンジ色の炎を出しながら爆発した。着陸許可を得て、ジョン・F・ケネディ国際空港に着陸進入中であったパンアメリカン航空212便は、管制塔に大西洋上で爆発が起こったと知らせた。また、663便の数分前にジョン・F・ケネディ国際空港を離陸したエア・カナダ627便も、大西洋上で爆発が起こったと管制塔に対して、同様の報告をした。
| 送信者 (送信先)                     | 内容 | 原文 | 脚注        |
| ----------------------------------- | --- | --- | ----------- |
| パンアメリカン航空212便 (JFK管制塔) | ええと...はい。ここでニアミスが発生しました。ええと...私達は旋回中です...ええと...方位360と...ええと...私達がほんの数分前にいた同じ場所で、このエリアに別の機がいましたか？                                                                               | Uh . . OK. We had a near miss here. Uh . . we’re turning now to . . Uh . . three six zero and . . Uh . . did you have another target in this area at the same spot where we were just a minute ago?                                                                                        | [ 3 ] [ 4 ] |
| JFK管制塔 (パンアメリカン航空212便) | ええと...いました。ただし、現時点では私の管轄内ではありません。 | Uh . . affirmative, however, not on my scope at present time. | [ 3 ] [ 4 ] |
| パンアメリカン航空212便 (JFK管制塔) | 彼はまだ管轄範囲にいますか？ | Is he still on the scope? | [ 4 ]       |
| JFK管制塔 (パンアメリカン航空212便) | いいえ。 | No sir. | [ 4 ]       |
| パンアメリカン航空212便 (JFK管制塔) | 私達は彼を見て、その時湾の上にいるようでした。彼は私達を避けようと翼を上げたように見え、私達は彼を避けようとしました。そして約1分後に明るい閃光が見えました。彼は私達の頭上を遥に上回る位置にいたので、私には彼が垂直移動と旋回を続けていたように見えた。 | It looked like he's in the bay then, because we saw him. He looked like he winged over to miss us and we tried to avoid him, and we saw a bright flash about one minute later. He was well over the top of us, and it looked like he went into an absolute vertical turn and kept rolling. | [ 3 ] [ 4 ] |
| エア・カナダ627便 (JFK管制塔)       | 現在地から2時の方向で大きな火事が起きています。それが何なのか私には判りません。それは大きな爆発のように見えました。 | There's a big fire going out on the water here about our 2 o'clock position right now. I don't know what it is. It looked like a big explosion. | [ 3 ]       |

最初の爆発の後に破壊されたDC-7は、深さ75フィート (23 m) の水中に沈んだ。付近を飛行していたパンアメリカン航空212便、エア・カナダ627便、ブラニフ航空5便を含む多数の航空機の乗員が、爆発が起こった旨を管制官に伝えた。DC-7の乗員5人と乗客79人全員が墜落の衝撃で死亡した。

## 余波と調査
ヘリコプター11機と多数の救助ダイバーを伴う15隻の船が、生存者の救助のため墜落地点に集まった。墜落から2時間後に、海面上に浮遊している墜落機の残骸が発見され始めた。その後日の出までに7人の遺体が回収され、次の3日間で更に3人の遺体が回収された。海底に沈んだ残骸の位置を特定するために、アメリカ海軍がソナーを提供した。また、アメリカ沿岸警備隊は13隻の船を動員し、ロングアイランドの沿岸で残骸・遺体を捜索した。救助隊員とボランティアは砂浜を40マイル (64 km) に亘って捜索し、漂着した残骸を回収した。
また墜落後には、民間航空委員会 (CAB) が事故調査を開始した。DC-7にはフライトデータレコーダーを搭載する義務が無く、663便に充当されたDC-7にも搭載されていなかった。このため調査官は証人の証言や、無線の録音および経験に基づく最良の推測に頼らざるを得なかった。CABは墜落の原因が、近付いてきたパンアメリカン航空212便を回避するために663便の乗員が取った行動が空間識失調を引き起こし、旋回開始から墜落までの数秒間の間に乗員が旋回から機体を立て直せなくなったためであると結論付けた。ただしCABは、カーソン機長が212便に対する663便の位置を正確に考える時間も適切な情報も持っていなかったと判断し、衝突の可能性を考えて回避行動を行った点については適切であったとした。なおCABは、最終的な事故報告書で勧告は行わなかった。
初期の報道では、663便と212便のニアミスが報道されていたものの、連邦航空局は衝突の危険性があった点を否定した。
事故当時、663便の墜落事故はアメリカ合衆国で発生した航空事故としては5番目に死者数の多い事故であり、2019年現在、アメリカ合衆国で発生した単独機事故としては25番目に死者数の多い事故である。また、DC-7の航空事故としてはカレドニアン航空153便墜落事故 (死者111人)、ノースウエスト航空293便墜落事故（死者101人）に次いで、3番目に死者数の多い事故である。